# Золотиловская
Золотиловская — деревня в Красноборском районе Архангельской области. Входит в состав Белослудского сельского поселения.

## География
Деревня находится в юго-восточной части Архангельской области, в подзоне средней тайги, в пределах северной окраины Восточно-Европейской равнины, на расстоянии примерно 8 километров (по прямой) на запад-северо-запад от деревни Большая Слудка, административного центра поселения.

### Климат
Климат характеризуется как умеренно континентальный, с продолжительной холодной многоснежной зимой и относительно коротким умеренно тёплым летом. Среднегодовая температура воздуха — +1,1 °C. Средняя температура воздуха самого холодного месяца (января) — −13,8 °C (абсолютный минимум — −52 °C), средняя температура самого тёплого (июля) — +16,8 °С (абсолютный максимум — +35 °C). Продолжительность периода активной вегетации растений (выше 10 °C) составляет примерно 100—110 дней. Годовое количество атмосферных осадков — 632 мм, из которых большая часть (424 мм) выпадает в период с апреля по октябрь. Среднегодовая скорость ветра составляет 3,6 м/с.

## История
В 1859 году деревня Сольвычегодского уезда Вологодской губернии.

## Население
| 2002 | 2010 |
| ---- | ---- |
| 5    | ↘4   |

### Историческая численность населения
Численность населения: 75 человек (1859 год), 4 (русские 75 %) в 2002 году, 1 в 2010.

## Инфраструктура
Личное подсобное хозяйство с зоной сельскохозяйственного использования, индивидуальная застройка усадебного типа.
В 1859 году было учтено 12 дворов.